# Lizergamidy
Lizergamidy – grupa organicznych związków chemicznych, pochodnych amidowych kwasu lizerginowego.

Szkielet lizergamidów

| Nazwa      | R1    | R6           | R2              | R3              |
| ---------- | ----- | ------------ | --------------- | --------------- |
| Ergina     | H     | CH3          | H               | H               |
| DAM-57     | H     | CH3          | CH3             | CH3             |
| Ergonowina | H     | CH3          | CH(CH3)CH2OH    | H               |
| Metergina  | H     | CH3          | CH(CH2CH3)CH2OH | H               |
| Metysergid | CH3   | CH3          | CH(CH2CH3)CH2OH | H               |
| LAE-32     | H     | CH3          | CH2CH3          | H               |
| LSD        | H     | CH3          | CH2CH3          | CH2CH3          |
| ETH-LAD    | H     | CH2CH3       | CH2CH3          | CH2CH3          |
| PARGY-LAD  | H     | HC≡C−CH2     | CH2CH3          | CH2CH3          |
| AL-LAD     | H     | H2C=CH−CH2   | CH2CH3          | CH2CH3          |
| PRO-LAD    | H     | CH2CH2CH3    | CH2CH3          | CH2CH3          |
| CYP-LAD    | H     | C3H5         | CH2CH3          | CH2CH3          |
| BU-LAD     | H     | CH2CH2CH2CH3 | CH2CH3          | CH2CH3          |
| ALD-52     | COCH3 | CH3          | CH2CH3          | CH2CH3          |
| MLD-41     | CH3   | CH3          | CH2CH3          | CH2CH3          |
| LSM-775    | H     | CH3          | CH2CH2−O−CH2CH2 | CH2CH2−O−CH2CH2 |
| LPD-824    | H     | CH3          | CH2CH2 CH2CH2   | CH2CH2 CH2CH2   |